# Cheiracanthium gobi
Cheiracanthium gobi es una especie de araña del género Cheiracanthium, familia Cheiracanthiidae, suborden Araneomorphae. Fue descrita científicamente por Schmidt & Barensteiner en 2000.

## Distribución
Se distribuye por China.